# Crocothemis servilia
Crocothemis servilia – gatunek ważki z rodziny ważkowatych (Libellulidae). Jedna z najpospolitszych i najbardziej rozprzestrzenionych ważek świata.
Naturalnie występuje w Azji – od Bliskiego Wschodu po Japonię, Chiny, Tajwan, Filipiny, Indonezję i Nową Gwineę. Niektóre źródła podają, że występuje również w Australii, choć brak tego gatunku na liście ważek Australii. Przypadkowo introdukowana na Hawajach oraz w rejonie Karaibów, gdzie obecnie występuje na Florydzie, Kubie, Jamajce i Portoryko, prawdopodobnie także na wyspie Haiti. Zdarzają się przypadki zawleczenia osobników tego gatunku do Europy. W 2012 roku odnotowano pierwsze stwierdzenie w Polsce – w sklepie zoologicznym w Lublinie w akwarium zaobserwowano larwę (została ona zawleczona wraz z roślinami akwariowymi), którą wyhodowano do imago. Jak dotąd (stan w 2012) nie odnotowano w Europie udanych przypadków reprodukcji tego gatunku, choć teoretycznie jest to możliwe.
Populację z Japonii zalicza się do podgatunku C. s. mariannae, a z Nowej Gwinei do podgatunku C. s. novaguineensis.